# Guillem III de Cervera
Guillem III de Cervera (? - Lleida, Segrià, 1172?/1181?) va ser un cavaller del llinatge català dels Cervera, senyor de Juneda, Cèrvoles i Castelldans.

## Biografia
Era fill de Guillem II de Cervera i d'Ermessenda. Es casà amb Berenguera d'Anglesola (1146-1225), senyora de Verdú qui, ja vídua, va ingressar al monestir de Vallbona de les Monges on va tenir una gran influència. D'aquest matrimoni nasqueren Eldiardis d'Àger, coneguda en el món per Elvira, que fou abadessa de Santa Maria de Vallbona; Guillem IV de Cervera "el Monjo", primer cavaller i després monjo de Poblet. Pel seu matrimoni amb Berenguera d'Anglesola Guillem II rebé la senyoria de Verdú, a la qual fou atorgada carta de franquesa el 1184.
Va participar en la conquesta de Lleida al 1149 juntament amb Ermengol VI, el comte d'Urgell del costat del comte de Barcelona Ramon Berenguer IV. Fou un dels signants de la carta de poblament de Lleida (1150), així com de molts altres actes relacionats amb el repartiment de la jurisdicció de Tarragona i Tortosa en temps de Ramon Berenguer IV i d'Alfons el Cast.